# Donji Kremen
Donji Kremen je naselje u Republici Hrvatskoj, u sastavu grada Slunja, Karlovačka županija. 

## Stanovništvo
Prema popisu stanovništva iz 2001. godine, naselje je imalo 45 stanovnika te 17 obiteljskih kućanstava.

Prema popisu stanovnika 2011. godine naselje je imalo 47 stanovnika.
| broj stanovnika | 290   | 137   | 137   | 163   | 159   | 152   | 140   | 164   | 117   | 113   | 106   | 108   |       |       | 45    | 47    | 42    |
|                 | 1857. | 1869. | 1880. | 1890. | 1900. | 1910. | 1921. | 1931. | 1948. | 1953. | 1961. | 1971. | 1981. | 1991. | 2001. | 2011. | 2021. |